# Hyloconis puerariae
Hyloconis puerariae är en fjärilsart som beskrevs av Tosio Kumata 1963. Hyloconis puerariae ingår i släktet Hyloconis och familjen styltmalar. Inga underarter finns listade i Catalogue of Life.